# Mannerheimia brevipennis
Mannerheimia brevipennis är en skalbaggsart som först beskrevs av Victor Ivanovitsch Motschulsky 1858.  Mannerheimia brevipennis ingår i släktet Mannerheimia, och familjen kortvingar. Arten är reproducerande i Sverige.